# Lusakert, Shirak
Lusakert là một đô thị thuộc tỉnh Shirak, Armenia. Dân số ước tính năm 2011 là 771 người.